# سیساوان
سیساوان (به ارمنی: Սիսավան) یک شهر در ارمنستان است که در استان آرارات واقع شده‌است.  سیساوان در  کیلومتری شمال آرتاشات، مرکز استان آرارات واقع شده است.

## خصوصیات
سیساوان ۱٬۹۴۷ نفر جمعیت دارد و در ارتفاع  متر بالاتر از سطح دریا قرار گرفته است.